# Bàsquet Club Andorra 2018-2019
Questa voce raccoglie le informazioni riguardanti il Bàsquet Club Andorra nelle competizioni ufficiali della stagione 2018-2019.

## Stagione
La stagione 2018-2019 del Bàsquet Club Andorra è la 9ª nel massimo campionato spagnolo di pallacanestro, la Liga ACB.

## Roster
Aggiornato al 11 dicembre 2024.
| MoraBanc Andorra 2018-19 | MoraBanc Andorra 2018-19 |
| Giocatori                | Staff tecnico            |
| ------------------------ | ------------------------ |

| N. | Naz.                                                   | Ruolo | Nome               | Anno | Alt.   | Peso   |  |
| -- | ------------------------------------------------------ | ----- | ------------------ | ---- | ------ | ------ |  |
| 5  | Brasile (bandiera) · Spagna (bandiera)                 | P     | Rafael Luz         | 1992 | 188 cm | 91 kg  |  |
| 14 | Serbia (bandiera)                                      | C     | Oliver Stević      | 1984 | 204 cm | 105 kg |  |
| 16 | Francia (bandiera)                                     | P     | Andrew Albicy      | 1990 | 178 cm | 77 kg  |  |
| 18 | Bosnia ed Erzegovina (bandiera) · Spagna (bandiera)    | P     | Sani Čampara       | 1999 | 189 cm | 84 kg  |  |
| 19 | Stati Uniti (bandiera)                                 | AP    | LaDontae Henton    | 1992 | 198 cm | 98 kg  |  |
| 21 | Senegal (bandiera) · Spagna (bandiera)                 | C     | Moussa Diagne      | 1994 | 211 cm | 103 kg |  |
| 22 | Stati Uniti (bandiera) · Lituania (bandiera)           | AG    | John Shurna        | 1990 | 205 cm | 100 kg |  |
| 23 | Stati Uniti (bandiera)                                 | GA    | David Walker       | 1993 | 197 cm | 89 kg  |  |
| 24 | Andorra (bandiera) · Spagna (bandiera)                 | P     | Guillem Colom (C)  | 1991 | 195 cm | 87 kg  |  |
| 25 | Rep. Ceca (bandiera) · Spagna (bandiera)               | GA    | David Jelínek      | 1990 | 195 cm | 90 kg  |  |
| 30 | Stati Uniti (bandiera)                                 | AG    | Reggie Upshaw      | 1995 | 203 cm | 103 kg |  |
| 31 | Canada (bandiera) · Serbia (bandiera)                  | PG    | Dylan Ennis        | 1991 | 188 cm | 88 kg  |  |
| 32 | Stati Uniti (bandiera) · Macedonia del Nord (bandiera) | C     | Shayne Whittington | 1991 | 208 cm | 111 kg |  |
| 32 | Francia (bandiera)                                     | C     | Landing Sané       | 1990 | 211 cm | 100 kg |  |
| 33 | Italia (bandiera)                                      | G     | Michele Vitali     | 1991 | 196 cm | 86 kg  |  |
| 44 | Giamaica (bandiera)                                    | C     | Jerome Jordan      | 1986 | 215 cm | 115 kg |  |
| -  | Andorra (bandiera) · Spagna (bandiera)                 | AG    | Hugo Bartolomé     | 1998 | 201 cm | 83 kg  |  |

| Allenatore                                                                               |
| - Ibon Navarro                                                                           |
| Assistente/i                                                                             |
| - David Eudal - Xavier Luque Legenda - (C) Capitano - (IN) Inattivo - Infortunato Roster |

## Mercato

### Sessione estiva
| Acquisti | Acquisti             | Acquisti             | Acquisti      | Acquisti |
| R.a      | Nome                 | da                   | Modalità      |          |
| -------- | -------------------- | -------------------- | ------------- | -------- |
| P        | Sani Čampara         | Palencia             | fine prestito |          |
| P        | Rafael Luz           | Franca               | svincolato    |          |
| PG       | Dylan Ennis          | Saragozza            | svincolato    |          |
| G        | Michele Vitali       | Leonessa Brescia     | svincolato    |          |
| AG       | Reggie Upshaw        | Tigers Tubinga       | svincolato    |          |
| C        | Moussa Diagne        | Barcellona           | svincolato    |          |
| C        | Przemysław Karnowski | Fuenlabrada          | fine prestito |          |
| C        | Shayne Whittington   | Zenit S. Pietroburgo | svincolato    |          |

| Cessioni | Cessioni             | Cessioni            | Cessioni       | Cessioni |
| R.       | Nome                 | a                   | Modalità       |          |
| -------- | -------------------- | ------------------- | -------------- | -------- |
| P        | Jaime Fernández      | Málaga              | fine contratto |          |
| G        | Jaka Blažič          | Barcellona          | fine contratto |          |
| AP       | Vladimir Janković    | Holargos            | fine contratto |          |
| AG       | Beka Burjanadze      | San Sebastián       | rescissione    |          |
| AC       | Nikola Marić         | Little Rock Trojans | fine contratto |          |
| AC       | Landing Sané         | Metropolitans 92    | fine contratto |          |
| C        | Moussa Diagne        | Barcellona          | fine contratto |          |
| C        | Colton Iverson       | Canarias Tenerife   | fine contratto |          |
| C        | Przemysław Karnowski | Pierniki Toruń      | fine contratto |          |

### Dopo l'inizio della stagione
| Acquisti | Acquisti        | Acquisti   | Acquisti         | Acquisti   |
| R.       | Nome            | da         | Data             | Modalità   |
| -------- | --------------- | ---------- | ---------------- | ---------- |
| AP       | LaDontae Henton | Free agent | 5 novembre 2018  | svincolato |
| C        | Jerome Jordan   | Breogán    | 31 dicembre 2018 | svincolato |
| C        | Landing Sané    | Mornar Bar | 20 marzo 2019    | svincolato |

| Cessioni | Cessioni           | Cessioni    | Cessioni         | Cessioni       |
| R.       | Nome               | a           | Data             | Modalità       |
| -------- | ------------------ | ----------- | ---------------- | -------------- |
| AP       | LaDontae Henton    | Free agent  | 6 dicembre 2018  | fine contratto |
| C        | Shayne Whittington | Estudiantes | 27 dicembre 2018 | rescissione    |